# Patricia Vega Herrera
Patricia Vega Herrera (1963) es una abogada y política costarricense. Fue ministra de Justicia durante la administración de Abel Pacheco.
Vega es graudada de la Universidad de Costa Rica, con estudios en la Universidad Latina, el INCAE y la Universidad para la Cooperación Internacional. Ha ejercido entre otros cargos los de Directora Nacional de la Fundación Marviva, ministra de Justicia, viceministra de la Presidencia, viceministra de Planificación y directora administrativa en el Ministerio de Economía, Industria y Comercio. Miembro del Partido Unidad Social Cristiana, fue candidata a la vicepresidencia por este partido junto al candidato presidencial Rodolfo Piza Rocafort para las elecciones presidenciales de Costa Rica de 2014.